# Paintbrush
Paintbrush — программное обеспечение для редактирования графики, созданное корпорацией ZSoft в 1984 для компьютеров, работающих под управлением операционной системы MS-DOS.

## История
Paintbrush был выпущен в 1984, с поддержкой современных на тот момент улучшенных графических адаптеров EGA, поддерживающих 64 цвета, из которых 16 могут быть на экране одновременно при обычном использовании. Также имелась поддержка манипулятора мышь. В отличие от большинства других приложений номера версий Paintbrush были записаны римскими цифрами. Наряду с выпуском Paintbrush, в ZSoft создали формат изображений PCX.